# Gobernanza de fuente abierta
Gobernanza de fuente abierta (también conocida como política abierta) es una filosofía política que defiende la aplicación de las filosofías del código abierto y movimientos de contenido abierto hacia principios democráticos, esto con el fin de permitir a cualquier ciudadano interesado a que aporte en la evolución de su gobernanza y la propia creación de políticas (similar a un documento de wiki). La legislación es democráticamente abierta a la ciudadanía en general, empleando su inteligencia colectiva para beneficiar el proceso de decisiones.
Las formas para cómo apremiar, limitar o habilitar esta participación varían, en consecuencia, no existe una teoría dominante sobre cómo aproximarlo a su legislación, sin embargo, hay una gran variedad de proyectos y movimientos qué están trabajando en construir sistemas para la gobernanza de fuente abierta.
Diversas organizaciones izquierdistas-libertarias y centro radicales alrededor del mundo han empezado a abogar que la gobernanza de fuente abierta y sus ideas políticas son la mejor alternativa reformista para sistemas de gobierno actuales, a menudo, estos grupos tienen sus orígenes en estructuras descentralizadas como el Internet, y dan especial importancia a la necesidad del anonimato para proteger el discurso libre de los individuos en sistemas democráticos. Las opiniones varían, sobre todo porque los principios detrás del gobierno de fuente abierta son todavía poco definidos.

## Aplicaciones de los principios
En práctica, varias aplicaciones han evolucionado y han sido utilizadas por instituciones democráticas:
- Mecanismos de gobierno abierto incluyendo aquellos para compromiso y participación pública, como el uso de IdeaScale, Google Moderator, Semantic MediaWiki, GitHub, y otros software por gobiernos actuales – estos mecanismos son bien desarrollados especialmente en el Reino Unido y los EE. UU.[5] o directamente por la sociedad civil, por ejemplo, "Opengovpioneers"[cita requerida] en el Reino Unido.[6]
- Foros de políticas abiertas y wikis donde argumentos y asuntos políticos pueden ser debatidos, ya sea dentro o entre las restricciones de los partidos políticos, tomando tres formas distintas:
  - Desarrollo de plataforma de partido político, en donde las ideas están solicitadas de cualquiera o casi cualquiera discutiendo abiertamente un punto, pero la clasificación y dedicación de recursos para desarrollar ideas está reservada a los miembros del partido o sus seguidores. Una variante es la imparcialidad think tank o el desarrollo de plataformas de grupos de defensa ciudadana como se ha vuelto común en Canadá, por ejemplo, la wiki de política Dominion Institute.[7]
  - Foros de periodismo ciudadano que obedecen reglas más estrictas para asegurar relaciones de poder más equitativas que las que suelen darse en los blogs, específicamente diseñados para equilibrar las leyes de libelo y discurso libre para una jurisdicción local (seguir estrictamente las leyes es parte del ideal de política abierta).
  - Mecanismos de partido abierto para realmente gobernar y operar partidos políticos formales sin las políticas internas habituales y los grupos de interés que históricamente se han apoderado de tales partidos; estos experimentos han sido limitados y típicamente toman la forma de partidos organizados por referendos o en línea. Un ejemplo de esto es el Movimiento 5 Estrellas de Italia.
- En la Asamblea de California, una legislación colaborativa vía un sitio wiki está siendo iniciada con una fecha límite de introducción para inicios de febrero de 2015.[8]
- Mecanismos híbridos que intentan proporcionar al mismo tiempo cobertura periodística, desarrollo de plataforma política, transparencia política, consejo estratégico y crítica del gobierno actual del mismo partido, siendo Dkosopedia un ejemplo activo de ello.

Algunos modelos son significativamente más sofisticados que una simple wiki, incorporando etiquetas semánticas, niveles de control o puntuando para mediar disputas – sin embargo, esto siempre corre el riesgo de empoderar a un grupo de moderadores más de lo que sería lo previsto dada su posición de confianza dentro de la entidad democrática – un paralelo al común problema de la wiki con el vandalismo oficial por personas a quienes los propietarios o editores hayan confiado el poder (también llamado vandalismo sysop o censura administrativa).

## Política común y simultánea
Como analogía al código de software, los defensores de estos enfoques abogan[cita requerida] por una base de datos central en la forma de un conjunto de políticas que estén mantenidas en un registro público y que sean infinitamente reproducibles. "Distribuciones" de esta base de políticas estarían liberadas (periódica o dinámicamente) para uso en localidades, las cuales pueden aplicar "parches" para su personalización. Las localidades también serían capaces de cesar su participación en la base política central y "bifurcarlas" o adoptar la base de políticas de alguien más, por lo que el gobierno surge de la cooperación y la autocorrección emergente entre los miembros de cada comunidad. A medida que las políticas se ponen en práctica en varias localidades los problemas y cuestiones se identifican y resuelven y, en cuanto ello corresponda, se comunican al núcleo.
Estos objetivos, por ejemplo, se citaron a menudo durante los experimentos del Partido Verde de Canadá con el desarrollo de una plataforma política abierta.[cita requerida] Como una de las más de 100 entidades nacionales del movimiento ecologista en todo el mundo y con la capacidad de coordinar las políticas entre los equivalentes provinciales y municipales dentro de Canadá, estaba en una buena posición para mantener ese "repositorio" central de políticas, a pesar de estar legalmente separado de las demás.

## Diferencia de iniciativas previas
La gobernanza de fuente abierta difiere de iniciativas de gobierno abierto anteriores, generando un énfasis más ancho en los procesos de colaboración.

...simply publishing snapshots of government information is not enough to make it open
...simplemente publicar snapshots de información gubernamental no es suficiente para abrirla
Digital Government: Building a 21st Century Platform to Better Serve the American People

## Historia
El proyecto "Imagine Halifax" (IH) estuvo diseñado para crear un foro de ciudadanos para las elecciones en Halifax, Nueva Escocia en otoño de 2004. Fue fundado por Angela Bischoff, viuda del político ambientalista Tooker Gomberg, notable defensor de combinar acción directa con métodos de política abierta, IH reunió a unas cuantas docenas de activistas para compilar una plataforma usando reuniones en vivo, seguimiento por correo electrónico y seedwiki.  Cuando quedó claro que no todos los candidatos podían respaldar todos los elementos de la plataforma, se convirtió en preguntas para los candidatos en las elecciones. Las mejores ideas de los candidatos se combinaron con las mejores de los activistas, y los puntajes finales reflejaron una combinación de convergencia y originalidad. A diferencia de la mayoría de estos cuestionarios, era más fácil para los candidatos sobresalir aportando ideas originales que simplemente estando de acuerdo. Uno bien evaluado, Andrew Younger, no había estado involucrado con el proyecto originalmente, pero fue elegido y apareció en la televisión con el líder del proyecto, Martin Willison. El proyecto no solo había cambiado su objetivo original de una plataforma partidista a un cuestionario ciudadano, sino que había reclutado a un candidato previamente no involucrado para su causa durante las elecciones. Un resultado clave de este esfuerzo fue un glosario de alrededor de 100 palabras clave relevantes para las leyes municipales.
La plataforma del Partido Verde de Canadá de 2004 y 2005 fue un esfuerzo mucho más planificado y diseñado en política abierta. Mientras se preparaba para un avance electoral en las elecciones federales de 2004, el Partido Verde de Canadá comenzó a recopilar opiniones de ciudadanos, miembros y expertos en la preparación de su plataforma. Durante la elección, recogió aportaciones incluso de troles de Internet y simpatizantes de otros partidos, sin mayores problemas se respetó el anonimato y, si estaban dentro de los términos de uso, los comentarios permanecían intactos. A pesar de, o quizás debido a su éxito inicial, Jim Harris, el líder del partido, lo descarriló cuando descubrió que era una amenaza para su estatus como dirigente[cita requerida]. La plataforma política se separó como otro servicio totalmente fuera del control y eventualmente evolucionó a OpenPolitics.ca y un servicio para promover el uso de wiki entre ciudadanos y grupos políticos.
El Partido Liberal de Canadá también intentó un profundo esfuerzo de renovación de políticas junto con su carrera de liderazgo en 2006. Si bien todos los candidatos en esa carrera (en particular Carolyn Bennett, Stéphane Dion y Michael Ignatieff) hicieron esfuerzos para facilitar conversaciones impulsadas por políticas en la web entre partidarios, todos fracasaron en crear relaciones laterales y, por lo tanto, tampoco contribuyeron mucho al esfuerzo de renovación de políticas.
Numerosos proyectos sobre la gobernanza de fuente abierta colaboran bajo el paraguas del proyecto Metagobierno; este utiliza el término "gobernanza colaborativa"  para desarrollar diferentes tipos de plataformas.
Aktivdemokrati es un partido democrático directo que se postula para el parlamento de Suecia. Democracylab.org es una organización sin fines de lucro 501(c)(3) asociada con el proyecto Oregon 150 construyendo un think tank público y en línea en el que los votos de los usuarios determinan la política, buscando conectar los aportes que las personas tienen sobre los temas y las políticas que defienden. Votorola es un software para generar consenso y tomar decisiones a nivel local, nacional y global. La Casa Blanca 2 fue un proyecto de Crowdsourcing sobre la agenda de Estados Unidos, "imaginando cómo podría funcionar la Casa Blanca si fuera administrada de manera completamente democrática por miles de personas en Internet". Wikicracy ha desarrollado una plataforma basada en Mediawiki utilizando la mayoría de los criterios de política abierta. Estos esfuerzos de base han sido acompañados por iniciativas gubernamentales que buscan objetivos de la misma índole. Una lista más extensa de estas y otras organizaciones similares está disponible externamente.
Future Melbourne es un entorno colaborativo basado en la wiki para desarrollar un plan de 10 años para Melbourne. Durante periodos de consulta popular, habilita al público a editar el plan con los mismos derechos de edición que un funcionario o concejal.
La New Zealand Police Act Review era una wiki utilizada para solicitar comentarios públicos durante el periodo de consulta popular de la revisión de actas.
En linux.conf.au el 14 de enero de 2015, en Auckland, Nueva Zelanda, la australiana Audrey Lobo-Pulo presentó Evaluating Government Policies Using Open Source Models, buscando que el conocimiento, los datos y los análisis relacionados con las políticas gubernamentales estén disponibles gratuitamente para que todos los utilicen, modifiquen y distribuyan sin restricciones — "Un universo paralelo donde el desarrollo y análisis de políticas públicas es un esfuerzo dinámico y colaborativo entre el gobierno y sus ciudadanos". Audrey informó que la motivación de su trabajo era la incertidumbre personal sobre la naturaleza y precisión de los modelos, estimaciones y supuestos utilizados para preparar las políticas publicadas con el presupuesto del gobierno federal australiano de 2014, y si su impacto en el mundo real se evalúa después de la implementación y en qué medida. Un libro blanco de nombre Evaluating Government Policies using Open Source Models fue publicado el 10 de septiembre de 2015.

## Diferencias con respecto a la política abierta
El concepto de política abierta, una aplicación limitada de la gobernanza de código abierto, combina aspectos del software libre y movimientos de contenido abierto, promoviendo métodos de toma de decisiones que se consideran más abiertos, menos antagónicos y más capaces de determinar lo que es de interés público con respecto a las cuestiones de política pública. Se presta especial atención, por ejemplo, a las diferencias de equidad, las limitaciones geográficas, la difamación contra la libertad de expresión política, la rendición de cuentas de las personas afectadas por las decisiones y a la ley e instituciones permanentes de una jurisdicción. También se presta mucha más atención a la recopilación de posiciones tomadas por entidades oficiales que al desarrollo de soluciones. Por ejemplo, DiscourseDB enumera artículos a favor o en contra sobre un planteamiento dado sin organizar su argumento o evidencia de ninguna manera.
Si bien algunos lo interpretan como un ejemplo de política de fuente abierta, la política abierta no es en sí una teoría sino un conjunto de buenas prácticas del periodismo ciudadano, la democracia participativa y la democracia deliberativa, informadas por experimentos de e-democracia y netroots, aplicando un marco argumental basado en criterios de juicio a medida que evolucionaron en el uso académico y militar desde los años ochenta hasta la actualidad. Algunas variantes se basan en la teoría del método científico y los métodos de mercado, incluidos los mercados de predicción y la democracia anticipatoria.
Sus defensores a menudo participan en grupos de presión y defensa legales para pedir aclaraciones sobre la privacidad y la ley de derechos humanos, especialmente en lo que se refiere al periodismo ciudadano. Están menos enfocados en las herramientas, aunque las plataformas Semantic MediaWiki y TikiWiki parecen ser generalmente favorecidas por encima de todas las demás.

## Lectura adicional
- Libre Culture: Meditations on Free Culture. Berry, D. M y Moss, G. (2008) (at Google Books). Canadá: Pygmalion Books. PDF.
- Programming a direct-democracy, un artículo de 2007 en Efficasync. A Method of Open-Source Self-Governance.
- Us Now – Un proyecto cinematográfico sobre el poder de la colaboración masiva, el gobierno e Internet.
- Open Source Democracy por Douglas Rushkoff, 2004
- Power to the (wired) people What's Wrong With Politics and Can Technology Do Anything To Fix It? por Mitchell Kapor, 7 de octubre de 2004.
- Berry, D M.& Moss, Giles (2006). Free and Open-Source Software: Opening and Democratising e-Government's Black Box. Information Polity Archivado el 28 de septiembre de 2011 en Wayback Machine. Volumen 11. (1). pp. 21–34.
- Aportes de Smari McCarthy en Shadow Parliament Project y Citizens Foundation.

- Datos: Q3883861